# Hiroshi Yamao
Hiroshi Yamao (japanisch 山尾 裕; * 10. Dezember 1943) ist ein ehemaliger japanischer Radrennfahrer.

## Sportliche Laufbahn
Yamao war im Straßenradsport aktiv. Er war Teilnehmer der Olympischen Sommerspiele 1964 in Tokio. Im olympischen Straßenrennen kam er auf den 105. Rang.